# Elena Curtoni

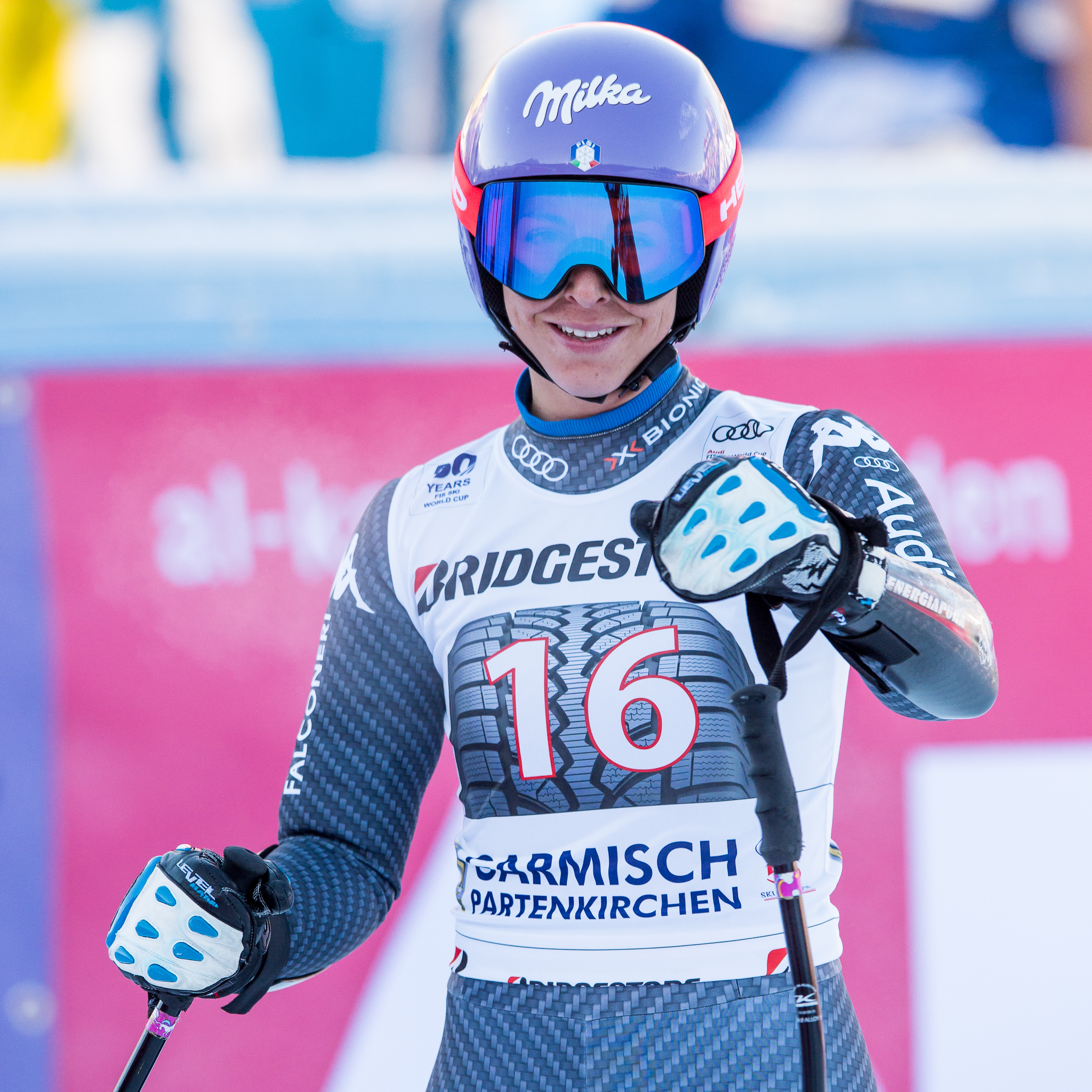
Elena Curtoni (2017)

Elena Curtoni (Morbegno, Lombardía, 3 de febrero de 1991) es una esquiadora italiana que tiene 3 podiums en la Copa del Mundo de Esquí Alpino.
Es hermana de la también esquiadora alpina Irene Curtoni, que compite también en la Copa del Mundo.

## Resultados

### Campeonatos Mundiales
- 2011 en Garmisch-Partenkirchen, Alemania
  - Super Gigante: 6.ª
  - Combinada: 16.ª
- 2013 en Schladming, Austria
  - Combinada: 13.ª
  - Super Gigante: 18.ª
- 2015 en Vail/Beaver Creek, Estados Unidos
  - Super Gigante: 10.ª
- 2017 en St. Moritz, Suiza
  - Super Gigante: 5.ª

### Copa del Mundo

#### Clasificación General Copa del Mundo
- 2010-2011: 53.ª
- 2011-2012: 40.ª
- 2012-2013: 38.ª
- 2013-2014: 75.ª
- 2014-2015: 44.ª
- 2015-2016: 23.ª

#### Clasificación por Disciplinas (Top-10)
- 2012-2013:
  - Combinada: 7.ª